# 18 де Марзо, Бреча 16 ентре Километро 97 и 98 (Ваље Ермосо)
18 де Марзо, Бреча 16 ентре Километро 97 и 98 (шп. 18 de Marzo, Brecha 116 entre Kilómetro 97 y 98) насеље је у Мексику у савезној држави Тамаулипас у општини Ваље Ермосо. Насеље се налази на надморској висини од 9 м.

## Становништво
Према подацима из 2010. године у насељу је живело 6 становника.

### Хронологија
| Година       | 2005       | 2010 |
| ------------ | ---------- | ---- |
| Становништво | 12 (5 / 7) | 6    |

### Попис
| # | Индикатор                     | Вредност |
| - | ----------------------------- | -------- |
| 1 | Укупно домаћинстава           | 1        |
| 2 | Укупно насељених домаћинстава | 1        |
| 3 | Величина локације             | 1        |